# U lisu
U lisu je zaniklá usedlost v Praze 7-Troji v ulici Nad Kazankou. Usedlost měla původní č.p. 71 a stála na konci ulice U Lisu.

## Historie
Dvě staré vinice „U lisu“" a „Bouchalka“ spojilo v 18. století nejvyšší purkrabství v jednu pod názvem „U lisu“. Viniční lis lze předpokládat že, zde stál již v 16. století, viniční lis s usedlostí prokazatelně stála od 18. století. Doloženým majitelem se roku 1776 stal Jan Václav Alfréd z Vydří, jehož potomci na vinici hospodařili až do 40. let 19. století. Tehdy se majitelem stal kníže Windischgrätz a ten pozemky připojil ke svému trojskému panství.
Inventář z roku 1818 popisuje mobiliář: „budovy, konírnu, stáj pro krávy, sklep na mléko, byt vinaře, předsíň, kuchyň, 6 pokojů, 4 komory a lisovnu.“
Někdy kolem roku 1840 byla usedlost zásadně přestavěna, ale již roku 1846 ji poškodila vichřice a povodeň. Opravena byla v krátké době. Od 50. let 19. století ji vlastnila rodina Židlických a od roku 1870 rodina doktora Jana Baptisty Lambla, která zde měla letní sídlo. Lamblové zde měli letní sídlo a patřilo jim až do roku 1972. V té době se v usedlosti konaly české vlastenecké sedánky. Na ně byla zvána také spisovatelka Božena Němcová, kterou do společnosti přivedl majitelův bratr Vilém Dušan Lambl, ošetřující lékař syna Boženy Němcové Hynka. Vnuk doktora Lambla Prokop Tomeš se svou ženou usedlost udržoval a pronajímal ji k bydlení více nájemníkům. Po nich převzal majetek jejich adoptovaný syn Drahomír Hromádko, který vystudoval práva a v trojské sokolovně působil jako sobotní promítač filmů.
Jan Baptista Lambl byl spoluzakladatelem Pomologického ústavu, který sídlil v usedlosti Popelářka. Jeho sestra Anna Cardová-Lamblová koupila roku 1895 spolu se svým synovcem Vladimírem Lamblem usedlost Zbuzinku, stojící na západním konci vinice U lisu.

### Po roce 1945
Roku 1973 koupil usedlost s pozemkem ústřední výbor KSČ a usedlost nechal zbořit kvůli bezpečnosti svého tajemníka, později prezidenta ČSSR Gustáva Husáka, který bydlel v sousední Schückově vile. Na jejím místě pak postavil ke svému užívání vilu novou. Po roce 1989 se vila stala obytným domem.